# Senda del Poeta

Firma del poeta Miguel Hernández

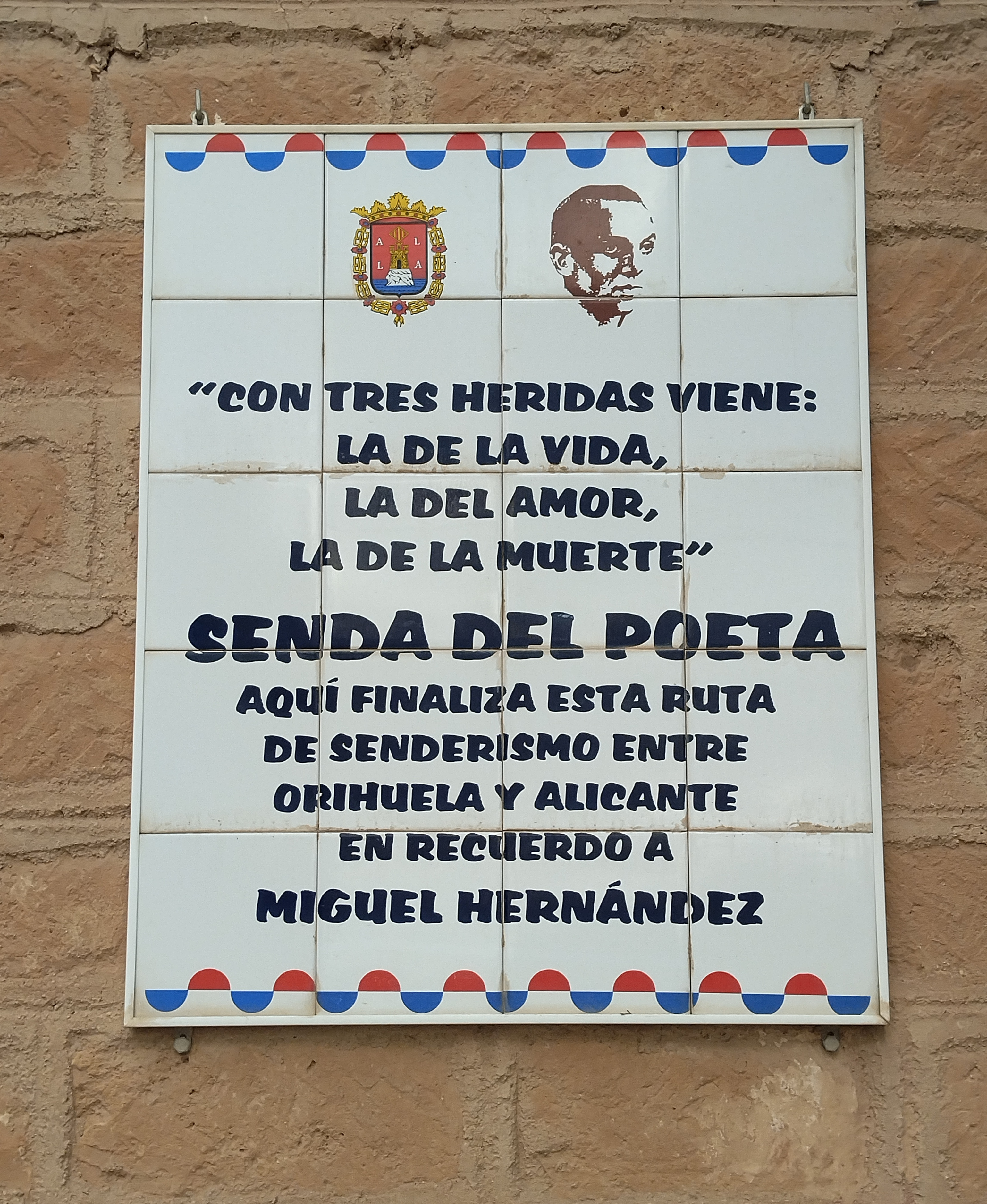
Placa en el muro del cementerio de Alicante marcando el final de la Senda del Poeta

La Senda del Poeta (GR-125) es un itinerario cultural, turístico y medioambiental basado en la vida y obra del poeta Miguel Hernández. Año tras año, desde 1998, se celebra en un fin de semana cercano a la muerte del poeta, el 28 de marzo de 1942, con el fin de reunir a personas de todas las edades y compartir, entre versos, cantos y tertulias,  aquellos lugares que fueron importantes para el poeta.

## Origen
En el año 1998 la Fundación Cultural Miguel Hernández (FMH) y la Asociación de Amigos de Miguel Hernández crearon e impulsaron la primera Senda del Poeta. La presentación oficial se hizo el 18 de febrero de 1998 por el Comité ejecutivo de la FMH  en la Diputación Provincial de Alicante. Posteriormente en marzo se presentó en los Ayuntamientos de Orihuela y de Elche.  
Este primer planteamiento surgió de las dos pasiones que les unían: senderismo y poesía. 
Fue un recorrido en torno a la vida del gran poeta que la Federación de Montañismo de la Comunidad Valenciana (FEMECV) vio con buenos ojos, ayudándoles a materializar sus aspiraciones y con la colaboración de los IES Haygon de San Vicente y Montserrat Roig de Elche.
Gracias a estos primeros pasos, el apoyo institucional necesario para ampliar miras tampoco falló. Con ello, desde la primera edición, la Senda del Poeta tuvo el respaldo de la Asociación Amigos de Miguel Hernández, de la Asociación Cultural Miguel Hernández y de la dirección general del Instituto Valenciano de la Juventud (IVAJ), quien actualmente organiza la actividad junto con los ayuntamientos por los que pasa la senda, y la Diputación de Alicante.
De la decena de participantes iniciales en 1998 se pasó a los 4.500 inscritos en 2010, año que se conmemoró el Centenario del nacimiento de Miguel Hernández, superándose cada año las expectativas.

## La senda

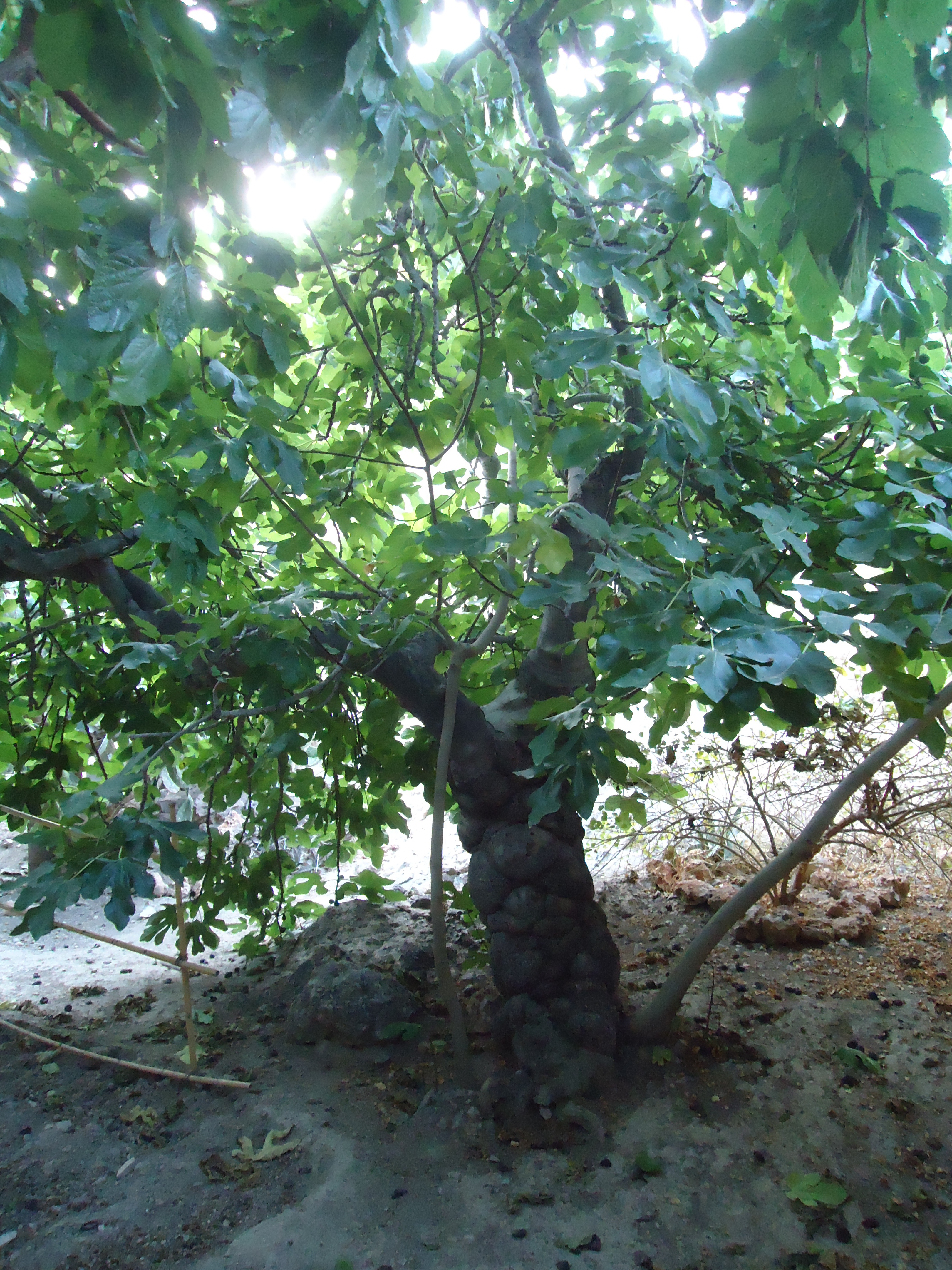
Higuera bajo la que pasaba su tiempo Miguel Hernández

Este camino poético pasa por diez localidades alicantinas, partiendo desde la que fue su casa en Orihuela; pasando por Redován, pueblo natal del padre del poeta, Miguel Hernández Sánchez; Callosa de Segura; Cox, donde vivió varios años con su mujer, Josefina Manresa; San Isidro; Granja de Rocamora; Albatera; Crevillente; Elche, donde viven sus nietos y nuera; hasta Alicante, donde estuvo encarcelado y fue enterrado.
La senda está inscrita oficialmente como sendero de Gran Recorrido coincidiendo con el sendero internacional GR-125, lo que sirve de ayuda para seguir el recorrido sin necesidad de esperar al acontecimiento anual si se desea.

## Etapas e itinerarios

### Primera etapa:Orihuela
Salida desde la Casa Museo de Miguel Hernández – Redován – Callosa – Cox - Granja de Rocamora – Albatera
Datos:
- Longitud aproximada: 17 km
- Duración aproximada: 5 horas

### Segunda etapa:Albatera
Salida desde la Casa de Cultura – San Isidro – Crevillente – Elche
Datos:
- Longitud aproximada: 17 km
- Duración aproximada: 4-5 horas

### Tercera etapa:Elche
Salida desde la Universidad Miguel Hernández – Rebolledo – Alicante
Datos:
- Longitud aproximada: 20 km
- Duración aproximada: 5-6 horas

“Conozco bien los caminos

conozco los caminantes
del mar, del fuego, del sueño,
de la tierra, de los aires...”

(Miguel Hernández)